# Кевіл (Кентуккі)
Кевіл (англ. Kevil) — місто (англ. city) в США, в окрузі Баллард штату Кентуккі. Населення — 595 осіб (2020).

## Географія
Кевіл розташований за координатами 37°5′6″ пн. ш. 88°53′5″ зх. д. / 37.08500° пн. ш. 88.88472° зх. д. (37.084865, -88.884712).  За даними Бюро перепису населення США в 2010 році місто мало площу 1,10 км², уся площа — суходіл. В 2017 році площа становила 1,47 км², уся площа — суходіл.

## Демографія
Згідно з переписом 2010 року, у місті мешкало 376 осіб у 173 домогосподарствах у складі 106 родин. Густота населення становила 343 особи/км².  Було 194 помешкання (177/км²).
Расовий склад населення:
| - 98,4 % — білих - 0,3 % — чорних або афроамериканців - 0,3 % — азіатів |

До двох чи більше рас належало 0,8 %. Частка іспаномовних становила 0,3 % від усіх жителів.
За віковим діапазоном населення розподілялося таким чином: 20,2 % — особи молодші 18 років, 55,3 % — особи у віці 18—64 років, 24,5 % — особи у віці 65 років та старші. Медіана віку мешканця становила 44,6 року. На 100 осіб жіночої статі у місті припадало 84,3 чоловіків;  на 100 жінок у віці від 18 років та старших — 82,9 чоловіків також старших 18 років.
Середній дохід на одне домашнє господарство  становив 48 982 долари США (медіана — 40 781), а середній дохід на одну сім'ю — 67 061 долар (медіана — 55 833). Медіана доходів становила 46 250 доларів для чоловіків та 35 750 доларів для жінок. За межею бідності перебувало 10,8 % осіб, у тому числі 9,3 % дітей у віці до 18 років та 15,1 % осіб у віці 65 років та старших.
Цивільне працевлаштоване населення становило 238 осіб. Основні галузі зайнятості: освіта, охорона здоров'я та соціальна допомога — 25,2 %, роздрібна торгівля — 16,8 %, виробництво — 12,2 %, будівництво — 8,8 %.